# Tristan Beck
Tristan Robert Beck (Corona, California, 24 de junio de 1996), más conocido como Tristan Beck, es un jugador profesional estadounidense de béisbol que se desempeña en la posición de lanzador en San Francisco Giants, equipo de las Grandes Ligas de Béisbol (MLB).

## Carrera
En 2023, Beck hizo su debut en la MLB con el equipo San Francisco Giants, donde lleva jugando dos temporadas.